# Ștefan Gonata
Ștefan Gonata (n. 1 februarie 1838, Trifănești, județul Iași – d. 18 septembrie 1896, Chișinău) a fost un agronom român, om politic, membru fondator (1867) al Academiei Române.

## Biografie
Ștefan Gonata s-a născut la 1 februarie 1838 la moșia tatălui de la Trifănești, în Basarabia. Avea șase ani când a pierdut unul după altul trei frați, apoi a decedat și mama. Tatăl și-a dedicat viața pentru educația fiului său. Încă de la o vârstă destul de fragedă începuse să facă lecturi serioase din autorii clasici. În 1856 absolvă liceul regional din Chișinău și pleacă la Odesa, la colegiul „Richelieu”, pe care-l părăsește din anul III.
Își continuă studiile la Paris, unde urmează filozofia și viticultura. Revenit în țară, a fost ales deputat pentru distribuirea sarcinilor rurale (1863 - 1865), apoi deputat al nobilimii pe diferite județe.
Ștefan Gonata a amenajat pe moșia sa un sector agricol experimental și a început desfășurarea de experimente științifice, mai ales în domeniul viticulturii. El a fost unul dintre acei care a adus și a aclimatizat în Basarabia vița-de-vie franceză. Tot aici a încercat să transplanteze vița-de-vie americană și a făcut cercetări pentru combaterea filoxerei, care ruina podgoriile basarabene.
A colaborat la mai multe publicații agricole din Rusia, mai ales la revista Departamentului de Agricultură de la Sankt Petersburg, iar observațiile sale științifice le împărtășea cu savanți din România și din alte țări europene. Era prieten cu Mihail Kogălniceanu, cu care întreținea corespondeța. La numai 29 de ani, în 1867, participă la fondarea Societății Academice Române și din 1870 este ales membru de onoare al Academiei Române.
La Zberoaia a deschis un spital și a organizat un muzeu. Avea o bibliotecă extraordinară. Ultimii ani de viață Ștefan Gonata i-a trăit chinuit de boală, în izolare. În chinurile bolii și-a dat foc manuscriselor și unor documente, iar ceea ce n-a ars atunci, a ars în timpul revoluției din 1917.